# Chalatenango
Chalatenango es la cabecera del departamento homónimo de El Salvador. Su territorio se divide en 6 cantones y 36 caseríos.[cita requerida] Tiene una población de 30 679 habitantes según el censo del año 2024, lo que lo convierte en el distrito más poblado del departamento. La extensión territorial del distrito está distribuida de tal manera que tiene un área rural de 131,05 km² aproximadamente y un área urbana de 0,75 km² aproximadamente.
| Censo | Población | Cambio | Porcentaje |
| ----- | --------- | ------ | ---------- |
| 2007  | 29 271    | N/D    | N/D        |
| 2024  | 30 679    | 1 408  | 4.8%       |

## Toponimia
El topónimo Chalatenango proviene de la palabra náhuat Shalatenanku, que esta conformado por 'Shal' «Arena»; 'at', «Agua» y 'tenan' «muro» y 'ku' «Lugar». Toponícamente, «Muro de agua y arena».

## Historia

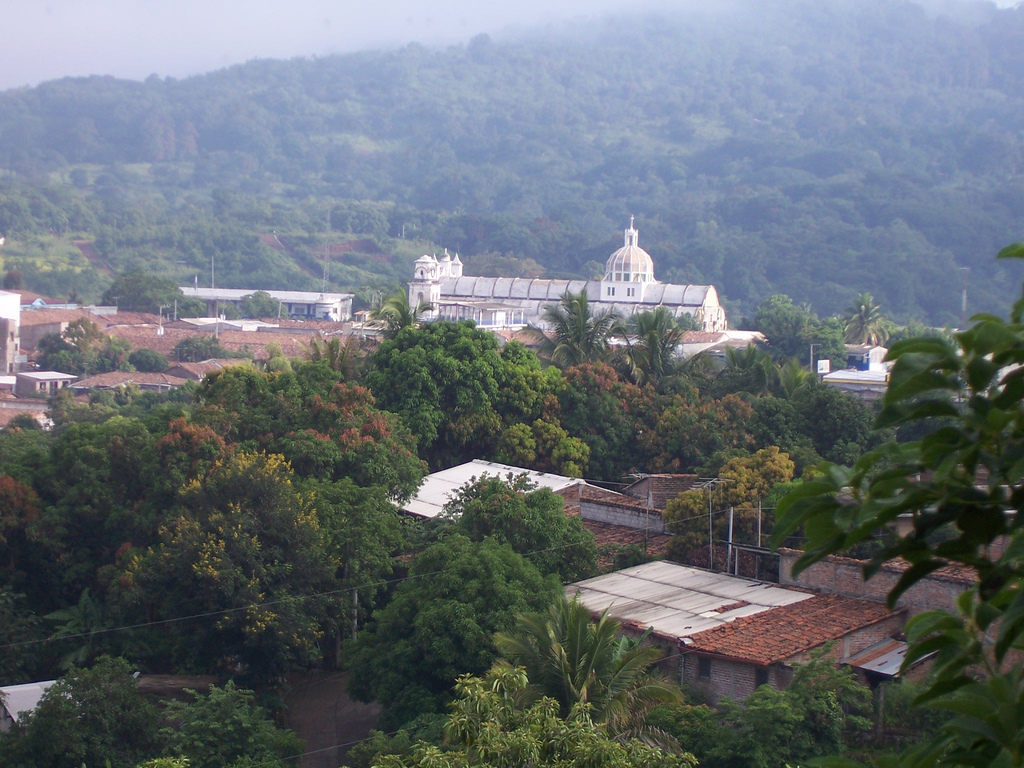
Chalatenango se asienta en el borde sur de la Sierra Madre a su paso por Centroamérica, acá puede apreciarse la escarpada cordillera que discurre de oeste a este en el extremo norte de El Salvador.

Esta población fue fundada en tiempos de la época precolombina por tribus lencas, pero a fines del siglo XV fue sometida por los pipiles procedentes de Cuzcatlán. A la llegada de los españoles según Will Fowler, Chalatenango estaba habitado por tres etnias, pipiles, chortís y lencas, desafortunadamente no existe suficiente evidencia para validar la hipótesis de heterogeneidad de la zona, por otro lado no significa negar la posibilidad de existencia de dos o más grupos distintos en el mismo territorio. Sin embargo existe evidencia arqueológica y lingüística que demuestra que la zona oriental del río Lempa estaba habitada por una agrupación heterogénea de pueblos lencas, xinca, pocomanes, chortís y matagalpas. (Hayden White 1973, citado por Paul Amaroli 1991).
En 1550 tenía unos 600 habitantes. El alcalde mayor de San Salvador, don Manuel de Gálvez Corral, escribió en 1740 que San Juan Chalatenango tenía unos 125 habitantes, pues contaba con 25 indios tributarios o jefes de familias.[cita requerida] En 1770, según el arzobispo don Pedro Cortés y Larraz, era cabecera del curato de su mismo nombre que comprendía a los pueblos de Arcatao, Concepción Quezaltepeque y Techonchogo (hoy San Miguel de Mercedes), más 56 haciendas con prósperos valles y aldeas.
Los Alcaldes Ordinarios electos en el 1 de enero de 1803 para regir ese mismo año eran don José García Machón, Alcalde de primer voto, y don Francisco Velasco, Alcalde de segundo voto.

### Pos-independencia
El 16 de febrero de 1831 se concedió al pueblo el Título de Villa,  otorgada en reconocimiento a los importantes servicios prestados en el proceso de la independencia y en la contienda armada de 1827 a 1829 que cumplió con el restablecimiento del orden constitucional en Centroamérica. [cita requerida]
En el 13 de enero de 1854, el Gobernador José D. Montiel reporta en un informe de mejoras en el Departamento de Cuscatlán que en Chalatenango se había construido una calzada de más de 100 varas de largo de empedrado para facilitar el paso sobre un fango sobre el camino real que va para la ciudad de Santa Ana. En el mismo camino se comenzó el trabajo de abrir el paso del Ujuistal que fue cegado por las lluvias del invierno de 1852, esto facilitó el tránsito a toda clase de caminantes aunque el Río Tamulasco salga de su cauce. Por el camino de Canyuco se habían hecho reparos, donde se habían abierto dos huertas de particulares para darle nueva dirección al camino indemnizando previamente a los dueños de las fincas del valor que reclamaron, en dicho camino se había comenzado a empedrar una parte en el punto que se juzgó más necesario. En el Pueblo de Guarjila se habían hecho dos empedrados, uno que comienza pegado a la iglesia para darle fuerza a sus paredes y otro en el fragoso paso llamado la Agua fría en el camino real. También se había comenzado la construcción de un camposanto.
El ingeniero brujense general Andrés Van Severen fue comisionado por el gobierno salvadoreño en el 20 de diciembre de 1878 para pasar a Chalatenango e Ilobasco a practicar las nivelaciones de ambas ciudades a efecto de introducirles el agua potable.
El 14 de febrero de 1855 Chalatenango se fundó como departamento por medio de una ley sancionada por el Presidente Coronel José María San Martín y se erigió como cabecera departamental al municipio de Chalatenango. El 26 de enero de 1871, se le otorgó a la villa de Chalatenango el título de ciudad que conserva en la actualidad. 
Para el informe de la gobernación política del departamento de Chalatenango del 15 de octubre de 1887, se estaba concluyendo la construcción del hospital cuyo trabajo había sido dilatado por la escasez de fondos, la municipalidad también había hecho las obras de agregarle media manzana al pequeño panteón, la construcción de una cloaca de como treinta varas en una de las calles principales a fin de evitar el desagüe de algunas pilas públicas, el empedrado de una área de 60 por 12 varas en la plaza principal y reparaciones del edificio municipal.
Chalatenango se convirtió en un importante centro del cultivo del añil y se mantuvo como tal durante todo el período colonial (Browning 1989), esto ocasionó que el municipio junto a todo el departamento se posicionara como un productor añilero, por supuesto esto facilitó el desarrollo industrial del cultivo de Jiquilite, y en especial la producción de la preciosa tinta azul en Chalatenango durante la colonia. 
En el 22 de abril de 1893, durante la administración del Presidente Carlos Ezeta, la Secretaría de Instrucción Pública y Beneficencia acordó el establecimiento de escuelas mixtas en los valles de Hacienda Grande, Las Minas, Guarjila, San José y Chapa, sus dotaciones eran 15 pesos mensuales.
En el 18 de febrero de 1901, se emitió el Reglamento de Aguas Potables de la Ciudad de Chalatenango y fue aprobado por la Secretaría de Gobernación y Fomento en el 19 de marzo.
En el 19 de mayo de 1902, durante la presidencia de Tomás Regalado, el poder ejecutivo aprobó los estatutos de la Escuela Nocturna de Música titulada "Concertina Chalateca".
En la noche del 14 de septiembre de 1905 se inauguró el alumbrado de alcohol, siendo alcalde el señor Eduardo G. Vides.
El departamento de Chalatenango fue impactado mucho por la Guerra Civil. Muchas personas del municipio tuvieron que abandonar su hogar. Pero a inicios de los años 1990 y después de los Acuerdos de Paz, la gente ha repoblado la región de Chalatenango.

## Administración y Forma de Gobierno
El distrito es gobernado por un Concejo Municipal que tiene su sede en el Palacio Municipal de Chalatenango, quienes toman las decisiones sobre el territorio en lo económico, técnico y administrativo, conformado por el Alcalde, 8 regidores propietarios y 4 regidores suplentes.

## Símbolos departamentales

#### Escudo
El 27 de abril del año 1969 en un concurso realizado por Gobernación, la señora Carmen Urbina originaria de Chalatenango y profesora de profesión, ganó el concurso de la elaboración del diseño del escudo municipal.

## Fiestas patronales
- Casco Urbano - 23 y 24 de junio, en honor a San Juan Bautista; del 19 al 24 de diciembre, Feria de todos los Santos, antes llamada feria del añil la cual se perdió con el pasar de los años, esta se celebra del 26 de octubre al 2 de noviembre, las fiestas Dicembrinas: es una fiesta tradicional, en estas fiestas están representados todos los sectores, cada uno de estos sectores celebra su día.
- Barrio San Antonio- del 4 al 13 de junio, en honor a San Antonio de Padua.
- Barrio La Sierpe - 21 de noviembre, en honor a la Virgen de La Paz, Patrona de El Salvador.
- Barrio El Chile - 29 y 30 de diciembre, Carnaval Chileno.
- Colonia Fátima - 13 de mayo, en honor a la Virgen de Fátima.
- Colonia Veracruz - 3 de mayo, en honor a la Santa Cruz.
- Barrio El Calvario - último sábado de enero, en honor al Señor de las Misericordias.
- Cantón Upatoro - 17 de agosto, en honor a San Roque.
- Caserío El Chuptal - 07 de febrero, en honor a San Caralampio.
- Reubicación 1- 14-15 de enero, en honor al Señor de Esquipulas.
- Reubicación 2 -1 al 16 de octubre, en honor a Santa Teresa de Ávila.
- Reubicación 3- 23 y 24 de mayo, en honor a María Auxilio de los Cristianos (María Auxiliadora).
- Ciudad Totolco - 27 de diciembre, en honor a La Sagrada Familia.
- Colonia San Francisco: 2 al 4 de octubre en honor a San Francisco de Asís.

## Música y danza

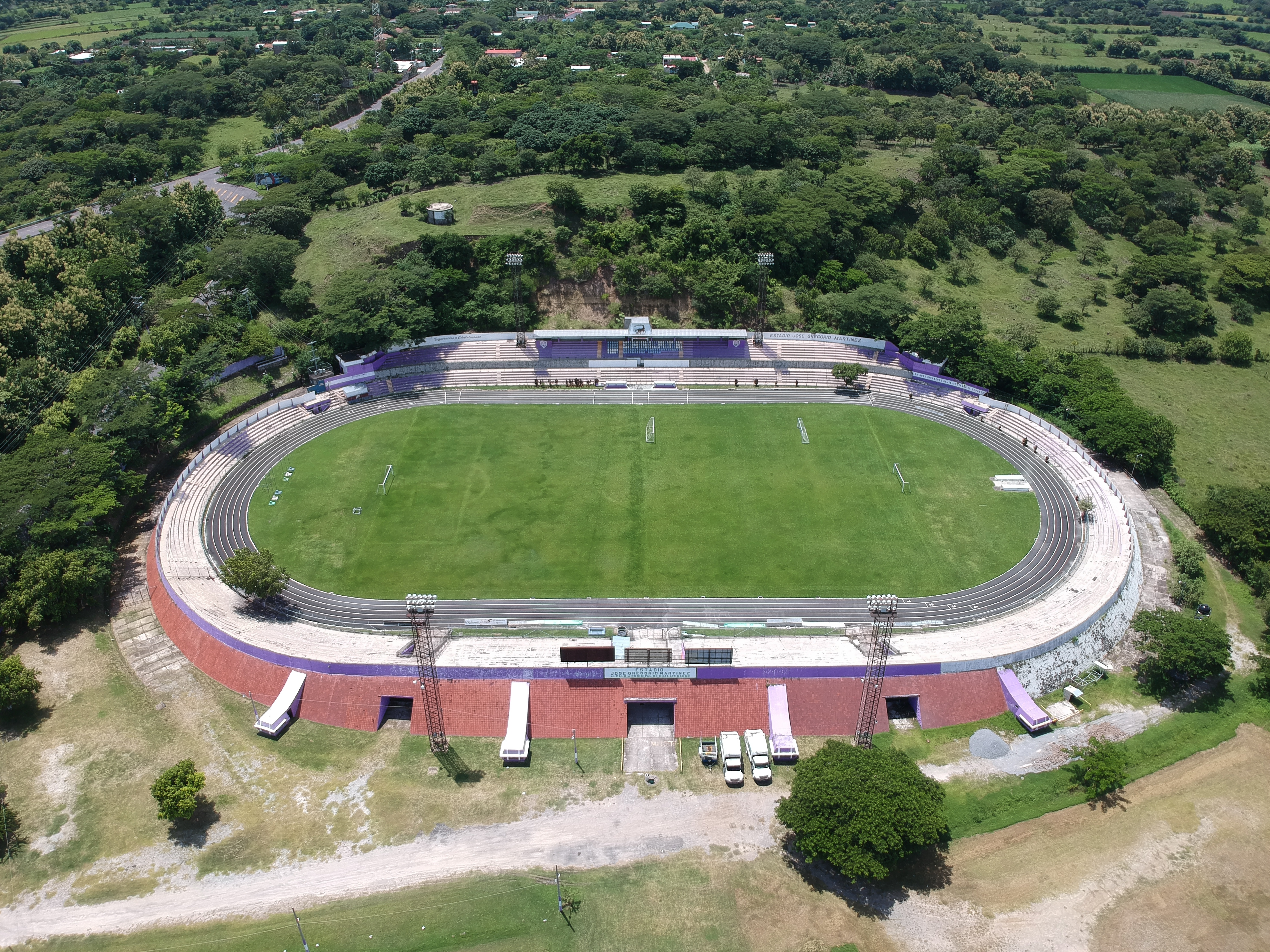
El Estadio Gregorio Martínez, sede del equipo de fútbol de Chalatenango.

En el barrio San Antonio tradicionalmente sacaban los tambores a la calle y los tocaban, también se tocaba redobles. Esta era una costumbre que no se daba específicamente en un solo barrio, sino que también en todos los lugares para las fiestas patronales se escuchaba música de tambores y con instrumentos elaborados por la misma gente, madera de aguacate y cuero de venado o de ternero.[cita requerida]
Antes se escuchaban valses, corridos, rancheras y entre los instrumentos que se tocaban están los tambores, marimbas, guitarras, violín, acordeón, bandolina, maracas de las vainas de flor de fuego. Ahora esa música ya no se escucha.[cita requerida]

### Danza y bailes tradicionales
Antes la gente cuando bailaba los corridos lo hacía separados. Otro de los bailes que había era el Zafa caite. Una de las danzas tradicionales es la de los indios salvadoreños, que se hacen el mismo mes de las fiestas patronales del barrio El Calvario, es muy alegre y tiene mucha aceptación por parte de la población aun cuando no se sepa su verdadero significado.[cita requerida]

## Producción agrícola
En lo que respecta a las actividades de la agricultura tradicionales, los cultivos más antiguos que se conocieron son el añil, de hecho el departamento de Chalatenango era uno de los máximos productores de añil, esto queda demostrado con la gran cantidad de obrajes que se han encontrado en todo el municipio. Algunos solo se puede encontrar los cimientos y otros están regularmente conservados. Todavía existen obrajes en el cantón San José, Canyuco, El Chuptal, El Limón, San Miguelito, en el cantón Upatoro en el terreno de doña Leonor Romero, en la colonia Veracruz y en la colonia Fátima en el terreno de don Isidro Hernán.

### Otros cultivos tradicionales
- Maíz
- Fríjol
- Ayote
- Arroz
- Hortalizas
- Cacahuate

La población se volvió más ganadera que productora de grano, ahora se siembra más zacate y los días martes hay tiangue en el que se comercializa el ganado. Hay elaboración artesanal de productos lácteos aunque la mayor parte de la leche que se saca se vende a intermediarios que llegan a comprarla ya sea de Apopa o San Salvador.[cita requerida]
Chalatenango se caracteriza por ser una de las zonas cafetaleras más importantes de El Salvador, en especial San Ignacio, Tejutla, La Palma, donde productores salvadoreños, han logrado posicionarse y producir cafés ganadores del prestigioso Certamen de Taza de Excelencia.[cita requerida]

#### Otras producciones
- El chicle chalateco - que es semilla de pipián con maní tostado. Se denomina “Chicle” debido a que era parte de las golosinas asociadas al cine y es parte de las golosinas que se acostumbran comer en forma individual o en rueda de amigos.
- Tamal de elote - Tamal pisque.
- Dulces de morro - todavía hacen en San José.
- Zorrillo se le llama a los Frijoles recién cocidos con mango tierno picado.
- Chilate atole simple de maíz con nuegados de yuca, huevo o harina con bastante miel de dulce de panela
- Mogo: Este se hace de guineo verde, tierno se muele se le pone sal o azúcar y se come, frito
- En la Semana Santa la comida tradicional es: sopa de pescado calzado, chilate, nuegados, torrejas, mangos en miel, jocotes en miel.
- Atole dulce de lo que hay en la temporada: mango, piña, piñuela, elote.
- Pupusas de mora, chipilín, de guías de ayote, de cochinito, etc.
- Pan tradicional de horno como quesadillas de masa, salpores, marquezote.

## Producción artesanal
- En cantón Upatoro, cantón Chiapas, Guarjila y el casco urbano se trabaja la jarcia de forma dispersa e invisibilizada.
- Elaboración y reproducción de libros sobre la historia de las comunidades repobladas o las que se encuentran deshabitadas en otros municipios.
- En cantón Las Minas se trabaja la jarcia, alfarería, y panadería tradicional.
- En cantón San José Don Mateo tiene un trapiche tradicional de madera en la que se hace “la molienda”: se hace miel de todo tipo, batido, dulce, cada año. Las moliendas producen muy poco, algunas solo sacan caldo y otras ni siquiera eso.
- En Reubicaciones hay gente que hace el almidón de yuca y fabrican atarrayas y hamacas.
- Cantón Chiapas lugar de nacimiento del nuevo Obispo de Chalatenango Fray Oswaldo Stefano Escobar Aguilar toma posesión de su nombramiento sábado 1 de octubre de 2016 de la catedral de Chalatenango siendo hijo de María Julia Aguilar y Antonio Esteban Escobar Alvarenga siendo una familia humilde del cantón Chiapas, 100% chalatecos.

## Galería

Chalatenango, El Salvador
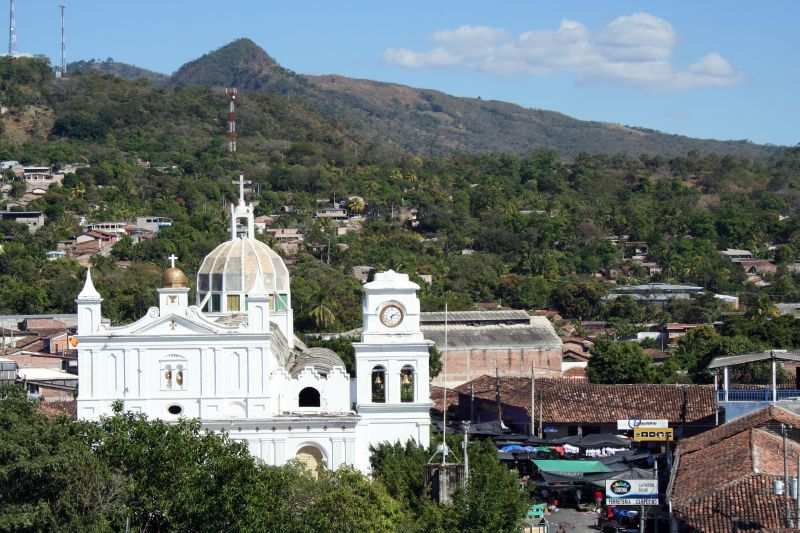
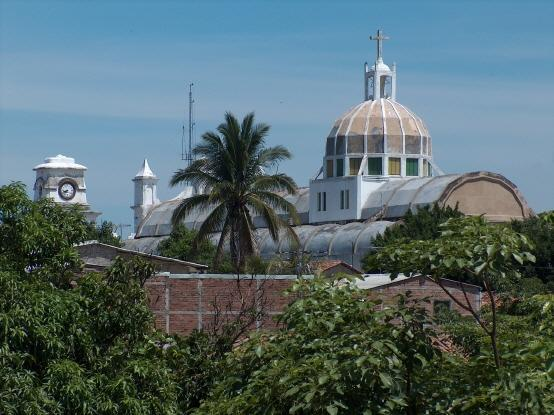
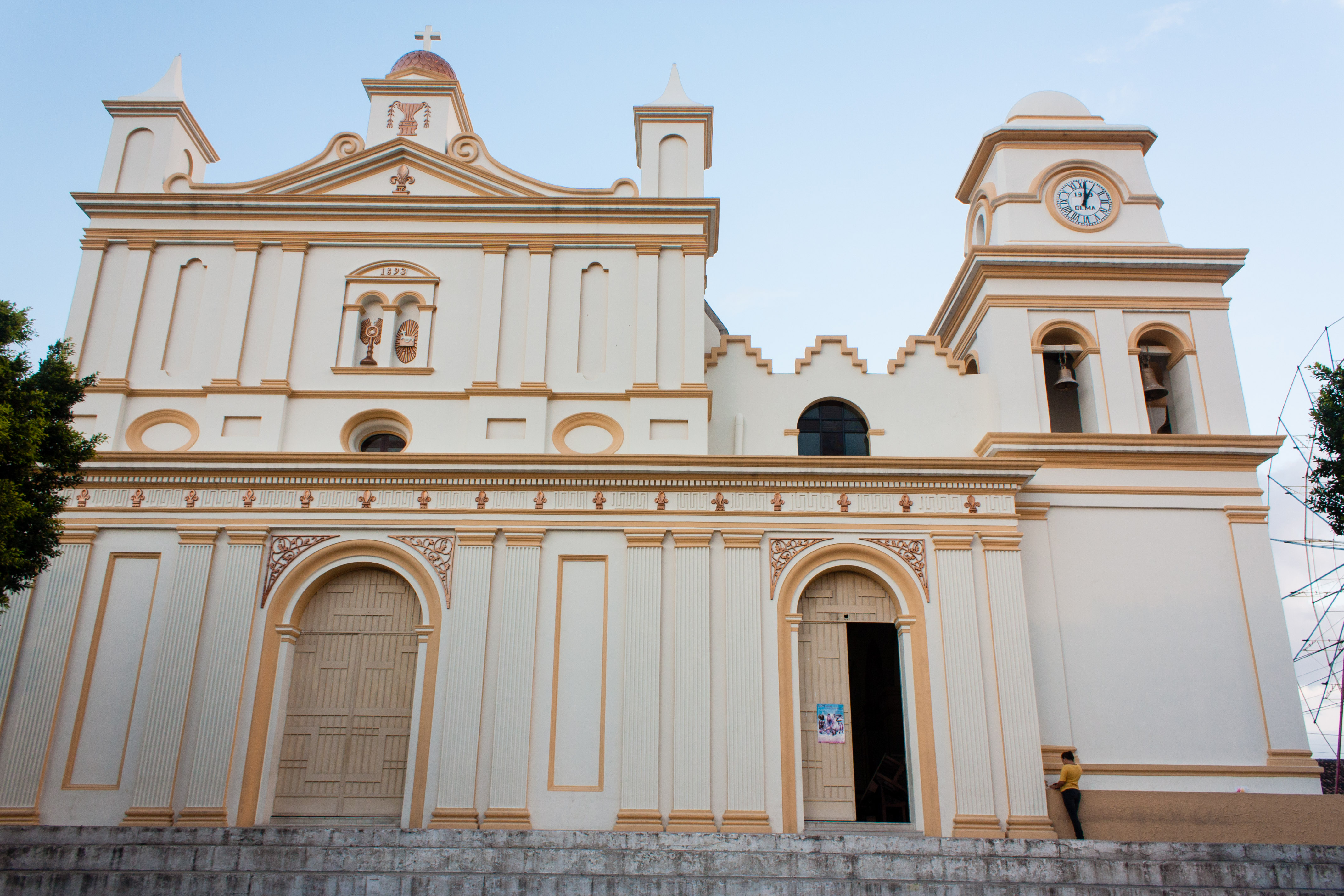
Catedral de Chalatenango
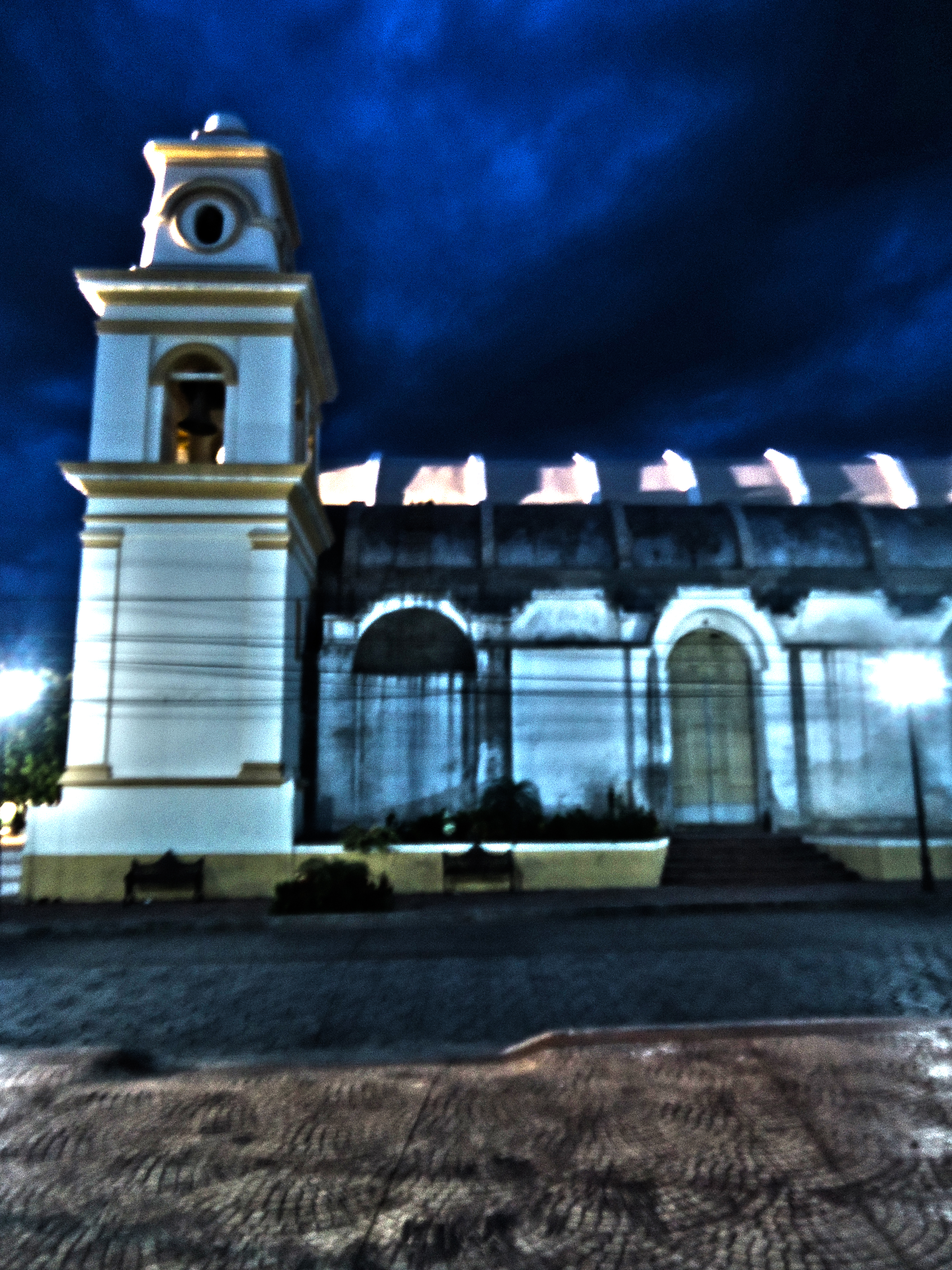
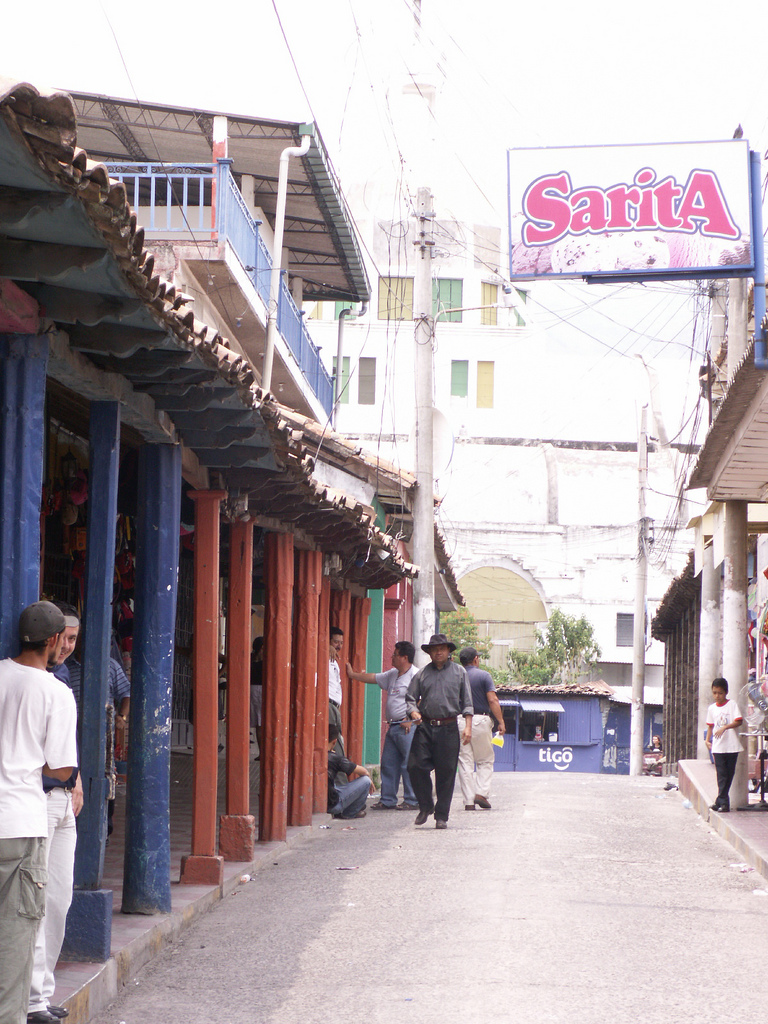